# NGC 2460
NGC 2460 är en spiralgalax i stjärnbilden Giraffen. Den upptäcktes år 1882 av Ernst Wilhelm Leberecht Tempel. 